# Marcos Antônio Almeida Silva
Marcos Antônio Almeida Silva, noto semplicemente come Marcão (Riacho de Santana, 14 gennaio 1991), è un calciatore brasiliano, centrocampista del Goiás.

## Caratteristiche tecniche
È un mediano.

## Carriera
Cresciuto nel settore giovanile del Nacional-MG, ha esordito in prima squadra il 4 febbraio 2012 in occasione del match del Campionato Mineiro vinto 1-0 contro il Tupi.